# Canton de Saint-Nazaire-2
Le canton de Saint-Nazaire-2 est une circonscription électorale française du département de la Loire-Atlantique.

## Histoire
Un nouveau découpage territorial de la Loire-Atlantique entre en vigueur à l'occasion des élections départementales de 2015. Il est défini par le décret du 25 février 2014, en application des lois du 17 mai 2013 (loi organique 2013-402 et loi 2013-403). Les conseillers départementaux sont, à compter de ces élections, élus au scrutin majoritaire binominal mixte. Les électeurs de chaque canton élisent au Conseil départemental, nouvelle appellation du Conseil général, deux membres de sexe différent, qui se présentent en binôme de candidats. Les conseillers départementaux sont élus pour 6 ans au scrutin binominal majoritaire à deux tours, l'accès au second tour nécessitant 12,5 % des inscrits au 1er tour. En outre la totalité des conseillers départementaux est renouvelée. Ce nouveau mode de scrutin nécessite un redécoupage des cantons dont le nombre est divisé par deux avec arrondi à l'unité impaire supérieure si ce nombre n'est pas entier impair, assorti de conditions de seuils minimaux. Dans la Loire-Atlantique, le nombre de cantons passe ainsi de 59 à 31.
Le canton de Saint-Nazaire-2 est formé d'une fraction de Saint-Nazaire et de communes des anciens cantons de Pontchâteau (1 commune) et de Montoir-de-Bretagne (4 communes). Il est entièrement inclus dans l'arrondissement de Saint-Nazaire. Le bureau centralisateur est situé à Saint-Nazaire.

## Représentation
| Période élective | Période élective | Mandat | Mandat   | Identité           | Nuance | Nuance | Qualité |
| ---------------- | ---------------- | ------ | -------- | ------------------ | ------ | ------ | --- |
| 2015             | 2021             | 2015   | 2021     | Philippe Grosvalet |        | PS     | Président du conseil général puis départemental (2011-2021) Conseiller municipal de Saint-Nazaire (1989-2014) Ancien conseiller général du canton de Saint-Nazaire-Est (1998-2015)                                  |
| 2015             | 2021             | 2015   | 2021     | Lydia Meignen      |        | PS     | Conseillère municipale de Saint-Malo-de-Guersac |
| 2021             | 2028             | 2021   | en cours | Lydia Meignen      |        | PS     | Conseillère sortante |
| 2021             | 2028             | 2021   | en cours | Jean-Luc Séchet    |        | PS     | Enseignant en lycée professionnel Adjoint au maire de Saint-Nazaire (depuis 2017) 12e vice-président du conseil départemental, chargé de l'agriculture, de la mer et du littoral, des voies navigables et des ports |

### Résultats détaillés

#### Élections de mars 2015
À l'issue du 1er tour des élections départementales de 2015, deux binômes sont en ballottage : Philippe Grosvalet et Lydia Meignen (PS, 35,95 %) et Jean-Claude Blanchard et Lydia Poirier (FN, 24,25 %). Le taux de participation est de 44,49 % (14 928 votants sur 33 550 inscrits) contre 50,7 % au niveau départemental et 50,17 % au niveau national.
Au second tour, Philippe Grosvalet et Lydia Meignen PS sont élus avec 68,32 % des suffrages exprimés et un taux de participation de 45,15 % (9 328 voix pour 15 148 votants et 33 547 inscrits).

#### Élections de juin 2021
Le premier tour des élections départementales de 2021 est marqué par un très faible taux de participation (33,26 % au niveau national). Dans le canton de Saint-Nazaire-2, ce taux de participation est de 25,63 % (9 058 votants sur 35 338 inscrits) contre 31,09 % au niveau départemental. À l'issue de ce premier tour, deux binômes sont en ballottage : Lydia Meignen et Jean-Luc Sechet (PS, 28,17 %) et Gauthier Bouchet et Nicole Pétrel (RN, 17,3 %).
Le second tour des élections est marqué une nouvelle fois par une abstention massive équivalente au premier tour. Les taux de participation sont de 34,36 % au niveau national, 32,4 % dans le département et 26,61 % dans le canton de Saint-Nazaire-2. Lydia Meignen et Jean-Luc Sechet (PS) sont élus avec 72,98 % des suffrages exprimés (6 305 voix pour 9 404 votants et 35 344 inscrits),,.

## Composition
| Nom                                   | Code Insee | Intercommunalité                             | Superficie (km2) | Population (dernière pop. légale)                | Densité (hab./km2) | Modifier                                    |
| ------------------------------------- | ---------- | -------------------------------------------- | ---------------- | ------------------------------------------------ | ------------------ | ------------------------------------------- |
| Saint-Nazaire (bureau centralisateur) | 44184      | CA de la Région Nazairienne et de l'Estuaire | 46,79            | Fraction : 23 053 (2022) Commune : 73 111 (2022) | 1 563              | modifier les données · modifier les données |
| Besné                                 | 44013      | CA de la Région Nazairienne et de l'Estuaire | 17,54            | 3 317 (2022)                                     | 189                | modifier les données · modifier les données |
| Donges                                | 44052      | CA de la Région Nazairienne et de l'Estuaire | 48,50            | 8 117 (2022)                                     | 167                | modifier les données · modifier les données |
| Montoir-de-Bretagne                   | 44103      | CA de la Région Nazairienne et de l'Estuaire | 36,79            | 7 289 (2022)                                     | 198                | modifier les données · modifier les données |
| Saint-Malo-de-Guersac                 | 44176      | CA de la Région Nazairienne et de l'Estuaire | 14,62            | 3 221 (2022)                                     | 220                | modifier les données · modifier les données |
| Trignac                               | 44210      | CA de la Région Nazairienne et de l'Estuaire | 14,38            | 8 234 (2022)                                     | 573                | modifier les données · modifier les données |
| Canton de Saint-Nazaire-2             | 4427       |                                              |                  | 53 231 (2022)                                    |                    | modifier les données                        |

Le canton de Saint-Nazaire-2 comprend :
1. cinq communes entières,
2. la partie de la commune de Saint-Nazaire située à l'est d'une ligne définie par l'axe des voies et limites suivantes : à partir de la limite territoriale de la commune de Trignac et du cours du Brivet, ligne de chemin de fer de Paris à La Baule, boulevard Louis-Antoine-de-Bougainville, rue Charles-Longuet, route de Guindreff, rue Albert-Camus, boulevard de l'Hôpital, rue Louis-Joseph-Gay-Lussac, rue Michel-Faraday, boulevard Jean-Mermoz, rue du Commandant-Gustave-Gâté, rue du Général-de-Gaulle, avenue de la République, rue de la Paix et des Arts, rue Roger-Salengro, rue de Saintonge, rue du Dolmen, rue de Stalingrad, place de l'Industrie, rue Henri-Gautier, rue des Frères-Pereire, boulevard Paul-Leferme, avenue du Pertuis, avenue des Frégates, médiane de la forme écluse Joubert, jusqu'au rivage de la Loire.

## Démographie
En 2022, le canton comptait 53 231 habitants, en évolution de +6,03 % par rapport à 2016 (Loire-Atlantique : +6,68 %, France hors Mayotte : +2,11 %).
| 2013   | 2018   | 2022   |
| ------ | ------ | ------ |
| 48 266 | 50 813 | 53 231 |